# Computer-aided positioning

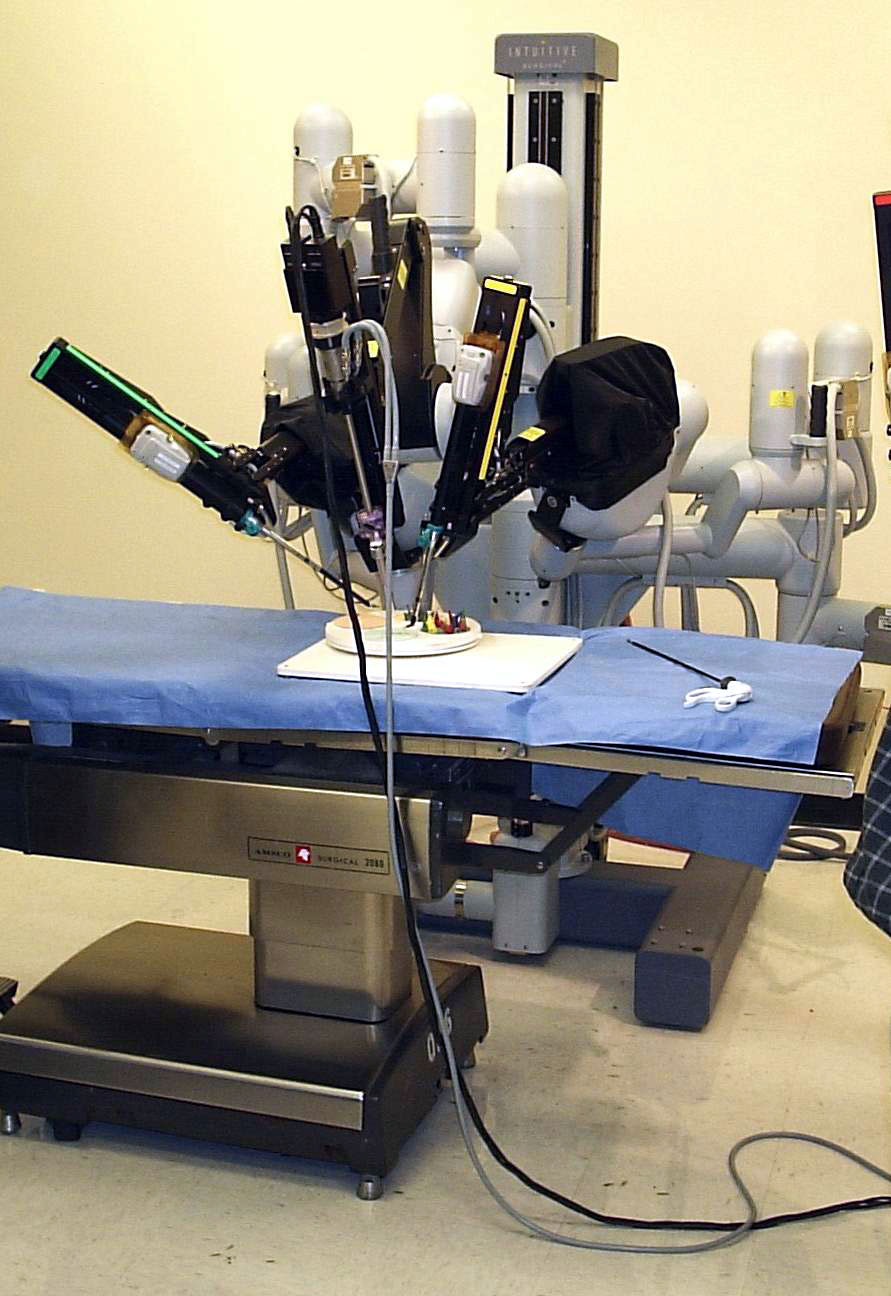
Stativ des Da-Vinci-Operationssystems mit den vier Roboterarmen

Beim Verfahren des computer-aided positioning (CAP, engl. computergestützte Positionierung) werden Schablonen für eine navigierte Chirurgie hergestellt. Mit computergestützter Navigation arbeiten verschiedene medizinischen Disziplinen, z. B. Neurochirurgie, Herzchirurgie, Orthopädie, Unfallchirurgie, Hals-Nasen-Ohren-Chirurgie. Teilweise ersetzt ein Roboter die Chirurgenhand (Robotik). Dabei wird in einem 3-D-Verfahren der zu operierende Bereich vom Computer als Modell simuliert. Während der Operation kontrolliert der Computer die Lage und Orientierung der verwendeten Instrumente und zeigt diese auf einem Bildschirm an, so dass diese entsprechend der Planung feinkorrigiert werden können.
Eine weitere Anwendung liegt in der zahnärztlichen Implantologie. Das CAP gehört zu den indirekten (passiven) Navigationssystemen in der Chirurgie. Eine OP-Planung, basierend auf radiologischen 3D-Daten (CT, DVT) wird mittels eines Drei-Achs-Positioniers auf eine Schablone übertragen, die eine Führung des chirurgischen Instrumentes erlaubt. In der zahnärztlichen Implantologie werden damit Bohrschablonen zur Implantat-Insertion hergestellt, die eine exakte Übertragung der geplanten Position, Richtung und Tiefe erlauben.
Seit den Fortschritten im Bereich der Rapid-Prototyping-Technologie wird CAP auch in der orthopädischen Chirurgie zur 
exakten Durchführung von Korrekturosteotomien eingesetzt. Anhand der präoperativen 3D-Planung werden patientenspezifische Schablonen angefertigt, die während der Operation eindeutig am Knochen positioniert werden. Die Schablonen werden dazu verwendet, um Knochen exakt zu durchtrennen (Schnitt- und Bohrlehren) und durchtrennte Knochenteile in deren korrekte anatomische Position zu bringen (Repositions-Schablonen).